# Oxydia sinemacula
Oxydia sinemacula là một loài bướm đêm trong họ Geometridae.